# Mont des Alouettes
Mont des Alouettes er en 232 meter høj bakketop i Vendée-departementet i Frankrig. I det 16. århundrede befandt der sig ikke mindre end 7 vindmøller på Mont des Alouettes, mens der i dag er 3 tilbage. Mont des Alouettes er d. 2 juli mål for 1. etape af Tour de France 2011.